# Термотрансфер
Термотрансфер (від дав.-гр. θερμός - гарячий і англ. transfer - перенесення, переміщення, переведення) - один зі способів нанесення зображень на поверхні, що піддаються короткочасному (від 5 до 30 секунд) впливу температури від 120ºС до 190ºС .

## Термінологія
Термотрансфер відомий також під назвами принт, термоналіпка, термоаплікация, трансфер, «перекладна картинка», «накатка», аплікація, термопринт, наклейка, набивка, heat transfer.

## Технологія
Термотрансферная технологія має на увазі нанесення зображення на декоровану поверхню з проміжного носія (спеціального паперу або плівки) за допомогою термопреса. У домашніх умовах термотрансфер наноситься побутовою праскою.
Процес нанесення термотрансфера на вироби називається термопереносом. При перенесенні на тканину термотрансфера вирішальне значення мають три основні чинники: температура плити термопреса, тиск термопреса і час витримки. При строгому дотриманні цих правил термоперенос дає відмінний результат.
Застосовуються термотрансфери досить широко: для нанесення на текстиль, в'язані вироби, шкіру, шкірозамінник, дерево, скло, фарфор, фаянс, пластик . Найбільшого поширення термотрансфери отримали для нанесення логотипів, зображень і декоративних елементів на вироби з тканини, шкіри та шкірзамінників.
Окремий різновид термотрансферної технології використовується при маркуванні продукції штрихкодом і іншою, в тому числі змінною, інформацією на промислових підприємствах, в логістиці (маркування вантажу) та інших областях. При цьому використовується термотрансферна етикетка спільно з термотрансферною стрічкою (рибоном).

Найкращі світові виробники випускають термотрансфери не тільки плоскі, а й об'ємні (3D), принти можуть імітувати різні фактури (наприклад, вишивку). Принти можуть включати додаткові елементи прикраси або відповідати певним прикладним функціям. Термотрансфери можуть виконуватися з глітером, містити стрази, бути світловідбивними, що світяться в ультрафіолеті тощо. Деякі виробники домоглися фотографічної якості термопринтів з передачею дуже тонких ліній і точних кольорів. Більшість названих ефектів при прямому друці не доступні.

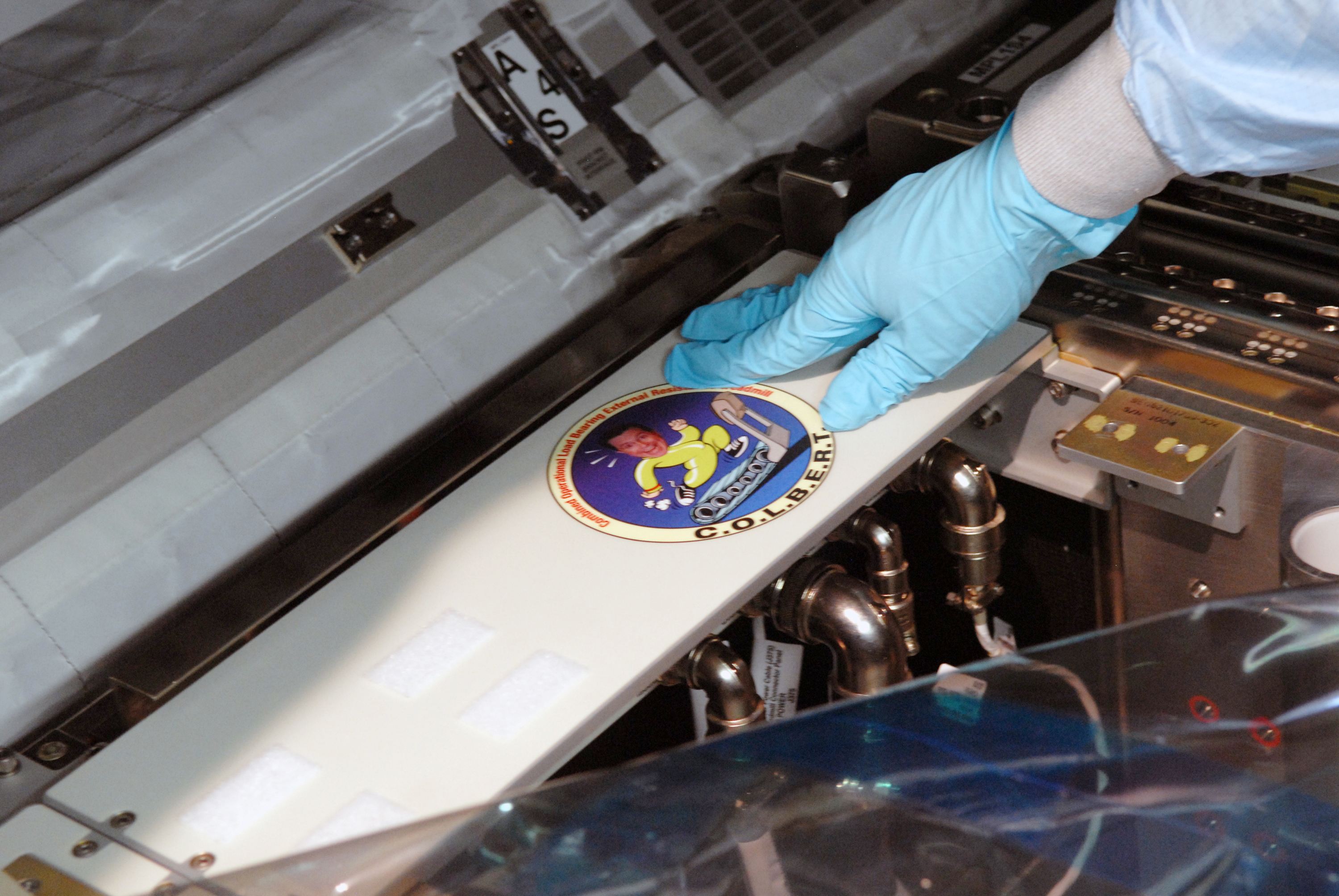

## Переваги
Термотрансферним нанесення має ряд переваг перед прямою шовкографічною печаткою на тканині:
1. Якісний термотрансфер може передавати дуже тонкі лінії й деталі.
2. Термотрансфер може бути нанесено на матеріали, недоступні для якісного нанесення трафаретним способом: грубий льон, полотно, мішковина, сітчасті тканини.
3. Термотрансфер легко наноситься на готові вироби з ґудзиками, блискавками, які виступають елементами.
4. Термотрансфер дозволяє передавати чітке зображення фотографічної якості з точним відтворенням кольорової палітри.
5. Термотрансфери дозволяють уникати товарних залишків нереалізованої продукції, бо для заощадження коштів можна надрукувати велику партію принтів, а нанести на продукцію - тільки для негайного продажу. Залежно від попиту проводиться коригування самого виробу, місця нанесення зображення, відмова від даного дизайну або його об'єднання з іншим зображенням.
6. Отримані зображення стійкі до прання.
7. Термотрансфер наноситься на вироби за кілька секунд, і при цьому виріб не потрібно сушити в сушці.
8. Для нанесення зображень на швейних виробництвах не треба мати громіздке обладнання, а потрібен тільки термопрес.

У деяких випадках прямий друк на тканину виявляється зручніше.